# Onkel Oswald und der Sudan-Käfer
Onkel Oswald und der Sudan-Käfer ist ein 1979 erschienener Roman des norwegisch-walisischen Autors Roald Dahl. Die deutsche Erstausgabe in der seither verwendeten Übersetzung erschien 1985 im Rowohlt Verlag.

## Handlung
Dieses Buch beginnt damit, dass der Erzähler eine Sendung von zunächst rätselhaften Holzkisten erhält. Er entdeckt, dass sie die Tagebücher seines verstorbenen Onkels Oswald enthalten, ein Genussmensch, sehr reich, der nicht zu arbeiten brauchte und seine Zeit damit verbrachte, sein Leben zu genießen und zahllose Frauen zu verführen. Der Erzähler berichtet, wie sein Onkel Oswald sein Vermögen anhäufte.
Der junge englische Playboy Oswald fährt in der Zeit nach dem Ersten Weltkrieg nach Frankreich, wo er Bekannte seines Vaters trifft. Oswald hat sich erfolgreich dem Wehrdienst entzogen und genießt das Leben in vollen Zügen. Zu seinem ehernen Prinzip gehört es, nur One-Night-Stands zu haben und immer nur das allerbeste zu konsumieren. Während seiner Überfahrt und seiner Zeit in Paris hat er, der von Natur aus über ein blendendes Aussehen verfügt, zahlreiche unbedeutende Affären. In Paris erfährt er zum ersten Mal vom legendären Sudankäfer, dem angeblich  mächtigsten Aphrodisiakum der Welt. Ihm wird bewusst, dass er damit ein Vermögen machen kann und reist in den Sudan, wo er sich von der Wahrheit der Legenden überzeugt. Zurück in Paris beginnt er zunächst im Selbstversuch zu forschen, welche Dosierung angemessen ist. Er stellt Pillen aus dem getrockneten Pulver des Käfers her und verkauft diese an geile alte Diplomaten.
Die Pillen versetzen seine Konsumenten in einen rauschhaften Zustand sexueller Erregung, der die sofortige Kopulation mit dem nächstbesten Partner unabwendbar macht. Es verleiht gleichzeitig eine herkulische Potenz. Die Diplomaten sind begeistert und verlangen weitere Pillen. Schnell häuft Oswald ein Vermögen an.
Als er die wunderschöne Yasmin Howcomely trifft, beginnt er eine leidenschaftliche Affäre mit ihr. Zum ersten Mal kann er sich so etwas wie eine Beziehung mit einer Frau vorstellen. Zusammen mit dem genialen Professor A. R. Woresley, der Samen einzufrieren versteht, heckt er einen neuen Plan aus: Er mischt aphrodisierende Ingredienzen den Schokoladen-Trüffeln von Prestat, London bei. Yasmin verführt mit ihrer Hilfe die weltweit berühmtesten Männer, um ihren Samen zu stehlen und ihn anschließend an Frauen zu verkaufen, die ein Kind von Genies haben wollen. Der Samen wird mit Hilfe von Kondomen gesammelt. Für die – im Handlungsrahmen anachronistische – Konservierung des Samens sorgt die geniale Methode Woresleys. Die beschämten Prominenten unterschreiben eine Erklärung, dass es sich bei dem Samen um den ihren handele und Yasmin verzichtet darauf, das skandalöse Verhalten an die Öffentlichkeit zu bringen.
Yasmin arbeitet die Liste ab, jedoch wartet eine böse Überraschung auf Oswald. Yasmin und der Professor brennen zum Schluss mit der gesamten Samenbank durch und legen ihn so aufs Kreuz. Oswald nimmt es mit Humor.

## Opfer der Geschichte von Oswald
(in der Reihenfolge ihres Erscheinens im Buch)
- Alfons XIII., König von Spanien
- Pierre-Auguste Renoir, französischer Maler
- Claude Monet, französischer Maler
- Igor Strawinsky, russischer Komponist
- Pablo Picasso, spanischer Maler
- Henri Matisse, französischer Maler
- Marcel Proust, französischer Dichter
- Vaslav Nijinsky, in Polen geborener russischer Balletttänzer und Choreograph
- James Joyce, irischer Schriftsteller und Dichter
- Giacomo Puccini, italienischer Komponist
- Sergei Rachmaninow, russischer Komponist, Dirigent und Pianist
- Sigmund Freud, österreichischer Nervenarzt und Begründer der Psychoanalyse
- Albert Einstein, deutsch-jüdischer theoretischer Physiker
- Thomas Mann, deutscher Erzähler
- Joseph Conrad, in Polen geborener britischer Erzähler
- H. G. Wells, britischer Schriftsteller
- Rudyard Kipling, Indien-gebürtiger britischer Autor und Dichter
- Arthur Conan Doyle, britischer Schriftsteller und Erschaffer der Figur des Sherlock Holmes
- George Bernard Shaw, irisch-britischer Schriftsteller
- Der König von Belgien
- Der König von Italien
- Peter I. von Serbien, König von Jugoslawien
- Der König von Griechenland
- Boris III. von Bulgarien, König von Bulgarien
- Ferdinand I., König von Rumänien
- Der König von Dänemark
- Der König von Schweden

## Stil
Über den stark ausgeprägten Witz Dahls hinaus steht das Buch für bewegende Geschichten über fremde Länder, für die saftige Beschreibung des Lebens und als Schrift für Erwachsene. Onkel Oswald und der Sudan-Käfer steht besonders für scharfen Humor.

## Rezeption
In seiner 1980 erschienenen Besprechung sagte Vance Bourjaily:

„Was man sagen kann, ist, dass ‚Mein Onkel Oswald‘ Unterhaltung für vier oder fünf Stunden anstrengungslosen Lesens bietet, mit einigen amüsanten Szenen, zumeist von der Art, die uns die Filmemacher nahelegen, sie ‚Soft-Porno‘ zu nennen – so weich in der Tat, dass man zu manchen Zeiten denkt, beinahe wie Watte […] Der Ton ist der eines Gentleman, der seinen männlichen Gästen nach dem Abendessen schlüpfrige Anekdoten erzählt.“

Christopher Lehman-Haupt nannte es „ein Festival des schlechten Geschmacks, im Herzen so unschuldig, dass wir bald verzeihen und uns amüsieren“, „ein gründlich juveniler Spaß“, und schrieb: „Ich hatte nicht so viel Spaß an dieser Art seit meiner letzten Herrenwitz-Sitzung im Ferienlager.“
Der fiktive Charakter Onkel Oswald war zuvor schon in zwei weiteren Kurzgeschichten von Roald Dahl, in „Der Besucher“ und in „Die Hexe“, aufgetreten.